# Boxers (Morrissey)
Boxers è un brano del cantante inglese Morrissey.
Pubblicato anche come singolo il 16 gennaio del 1995 dalla Parlophone, il disco raggiunse la posizione numero 23 della Official Singles Chart.

## Realizzazione
"Boxers è una canzone molto, molto importante per me. Penso che sia una bella canzone (ride, ndr). La sento molto, molto vicina a me."  (Morrissey intervistato su Radio KCXX, 1998)
Registrato presso gli Olympic Studios, nel sud di Londra, scritto in collaborazione con il chitarrista Alain Whyte e prodotto da Steve Lillywhite, il brano non è contenuto in nessun album in studio (raccolte a parte) del cantante.
La copertina (la seconda, nella sua carriera solista, senza una foto del cantante stesso) ritrae il pugile americano di origine irlandese Billy Conn ed è tratta dalla rivista Ring. Soprannominato The Pittsburgh Kid, fu campione del mondo dei pesi mediomassimi dal 1939 al 1940. Il videoclip promozionale, diretto da James O'Brien, con riprese in slow-motion e in bianco e nero, è un chiaro omaggio al film Toro scatenato, girato da Martin Scorsese nel 1980. Il protagonista del video è Cornelius Carr, pugile britannico, professionista nella categoria dei supermedi.

## Testo
Il testo del brano può essere considerato come il punto d'arrivo della passione di Morrissey per il mondo della boxe e in particolare per la figura del pugile come emblema della bellezza maschile e del combattente, ma anche dell'aspetto psicologico della sconfitta che, in questa lirica, viene consumata dal beniamino davanti alla sua stessa folla (Losing in front of your home crowd) fatta di parenti ed amici: una mortificazione

## Tracce
- UK 7"

1. Boxers - 	3:28
2. Have-A-Go Merchant  – 2:37

- UK 12" / CDs

1. Boxers - 	3:28
2. Have-A-Go Merchant  – 2:37
3. Whatever Happens, I Love You – 3:03

## Formazione
- Morrissey – voce
- Alain Whyte - chitarra
- Boz Boorer - chitarra
- Jonny Bridgwood - basso
- Woodie Taylor - batteria